# Peștera Gaura cu Muscă
Peștera Gaura cu Muscă este un loc plin de legende și de istorie din Clisura Dunării.

## Localizare
Peștera este situată 12 km aval de Moldova Nouă județul Caraș-Severin la cca. 30 m desupra nivelului Dunării.

## Drum de acces
Se poate ajunge din soseaua ce strabate Defileul Dunarii, 12 km aval de Moldova Nouă, în locul în care se află un izvor cu apă potabilă.

## Istoric
A fost locuită în perioada Hallstatt fiind un adapost ideal pentru omul primitiv. Poziția ei, cu intrarea prin care domină Dunarea a făcut ca în epoca medievală sa fie fortificată și armată cu tunuri și o mică garnizoană de soldați. Astăzi se mai văd fortificațiile de la intrare facute înca de la 1460 și refăcute de mai multe ori, folosite până prin 1880.

## Toponomie
Numele de Gaura cu Muscă vine de la musca columbacă (Simulium colombaschense), o muscă vampir care a produs multe probleme localnicilor, dar mai ales vitelor acestora. Această muscă a existat în zonă până la construcția barajului de la Porțile de Fier când a dispărut datorita modificării habitatului. Musca ataca vitele, le mușca în zonele cu piele fina, nări, buze, urechi Mușcăturile produceau inflamații care sufocau animalul în câteva ore sau zile. În pericol erau și copiii mici dacă musca reușea să pătrundă în gură sau trahee. Specialiștii spun că aceste musculițe nu au avut nici o legătură cu peștera. Dezvoltarea lor a fost posibilă numai în apele Dunării înainte de formarea lacului.
Sunt și legende care explică cum a apărut musca în peșteră. Ea s-ar fi născut dintr-un cap al balaurului cu 12 capete ucis de Iovan Iorgovan, sau din capul balaurului ucis de Sfântul Gheorghe, că si-ar avea originea într-un pârâu infectat de scorpioni, șerpi, viespi otrăvitoare, că s-ar fi născut în copaci, sau într-o buruiană din împrejurimile Golubacului.

## Descriere
Gura peșterii este de forma ovală cu diagonale de 8 si 4 m. blocată în mare parte de ziduri de la fortificația medievală. Galeria de acces este de dimensiuni medi și drenează un curs de apă. Pe traseu se trece prin Sala Liliecilor și se ajunge la un sifon terminal, zonă în care apar scurgeri parietale formațiuni,  stalactite, gururi  și depuneri de montmilch. În peșteră se simte un puternic miros de amoniac datorat depozitului de guano de liliac. 

## Condiții de vizitare
Nu prezintă pericole deosebite. E necesară o lanternă și încălțăminte adecvată.

## Biologie
Au fost identificate două specii de lilieci.